# Phytomyza alpestris
Phytomyza alpestris este o specie de muște din genul Phytomyza, familia Agromyzidae, descrisă de Friedrich Georg Hendel în anul 1920.
Este endemică în Elveția. Conform Catalogue of Life specia Phytomyza alpestris nu are subspecii cunoscute.